# Naungpalam
Naungpalam és un subestat de l'estat de Yawnghwe, a l'estat Shan de Myanmar. Té una superfície d'uns 50 km². La capital és Naungpalam. Està poblat per taungthu i danus.